# ناتالیا آراوخو
ناتالیا آراوخو (انگلیسی: Natália Araujo؛ زادهٔ ۱۰ آوریل ۱۹۹۷) بازیکن والیبال اهل برزیل است.
از باشگاه‌هایی که در آن بازی کرده‌است می‌توان به باشگاه والیبال اوزاسکو اشاره کرد.